# Nuages épars (film, 1951)
Pour les articles homonymes, voir Nuages épars (homonymie).
Pour plus de détails, voir Fiche technique et Distribution.
Nuages épars (わかれ雲, Wakare-gumo) est un film japonais de Heinosuke Gosho sorti en 1951.

## Synopsis
Cinq étudiantes de Tokyo arrivent en train à la gare de Kobuchizawa. Elles profitent de leur longue correspondance pour visiter la pittoresque petite ville provinciale. Mais au moment de repartir l'une des étudiantes, Masako fait un malaise et elles loupent leur train. Osen qui assiste à la scène conduit les jeunes filles à l'auberge Yamada où elle travaille comme servante. Le jeune docteur Minami appelé au chevet de Masako diagnostique un début de pneumonie et prescrit à la malade dix jours de repos.
Les camarades de Masako se résolvent à la laisser se remettre à l'auberge et à continuer leur expédition sans elle. Ces dix jours de convalescence au contact de la douce et attentionnée Osen et du jeune et dynamique docteur Minami vont être une révélation pour Masako, jeune fille égoïste et pleine de colère d'avoir perdu une mère trop jeune.

## Fiche technique
- Titre : Nuages épars
- Titre original : わかれ雲 (Wakare-gumo?)
- Réalisation : Heinosuke Gosho

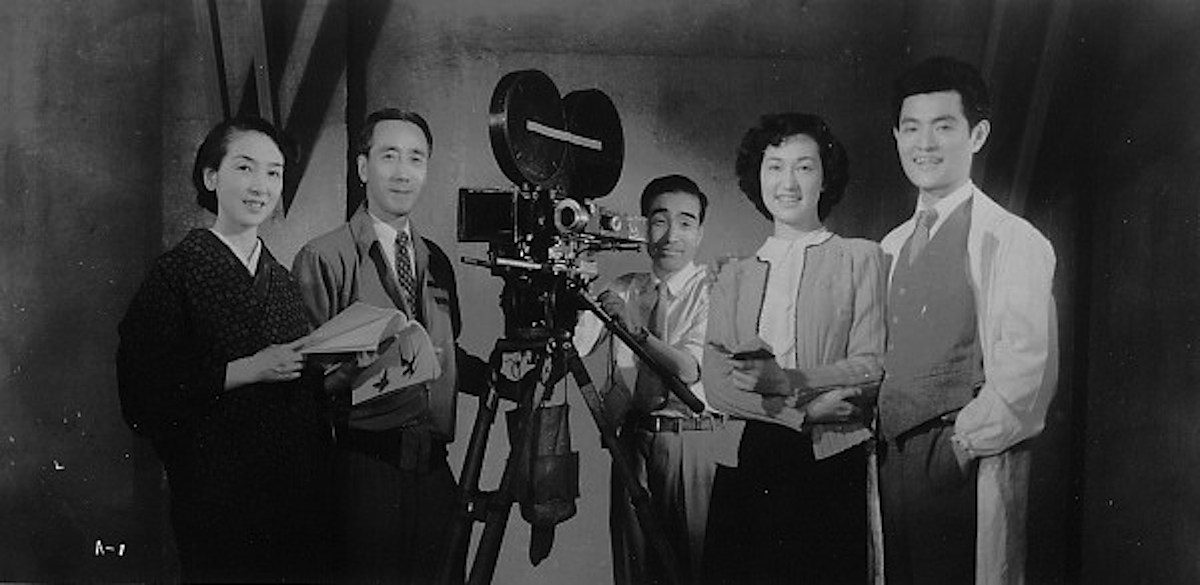
Tournage de Nuages épars (de g. à d.) : Hiroko Kawasaki, Heinosuke Gosho, Mitsuo Miura, Kieko Sawamura et Yōichi Numata.

- Scénario : Heinosuke Gosho, Sumie Tanaka et Kennosuke Tateoka
- Photographie : Mitsuo Miura
- Direction artistique : Kazuo Kubo (ja)
- Musique : Ichirō Saitō
- Sociétés de production : Studio Eight Productions et Shintōhō
- Pays d'origine :  Japon
- Langue originale : japonais
- Format : noir et blanc - 1,37:1 - 35 mm - son mono
- Genre : comédie dramatique
- Durée : 95 minutes[1] (métrage : dix bobines - 2 767 m[1])
- Date de sortie :
  - Japon : 23 novembre 1951[1]

## Distribution
- Kieko Sawamura : Masako
- Michiko Ōtsuka (ja) : Tamiko
- Kaneko Iwasaki (ja) : Shigeko
- Yasuko Miyazaki (ja) : Hisako
- Hiroko Seki : Yoshiko
- Yōichi Numata : le docteur Minami

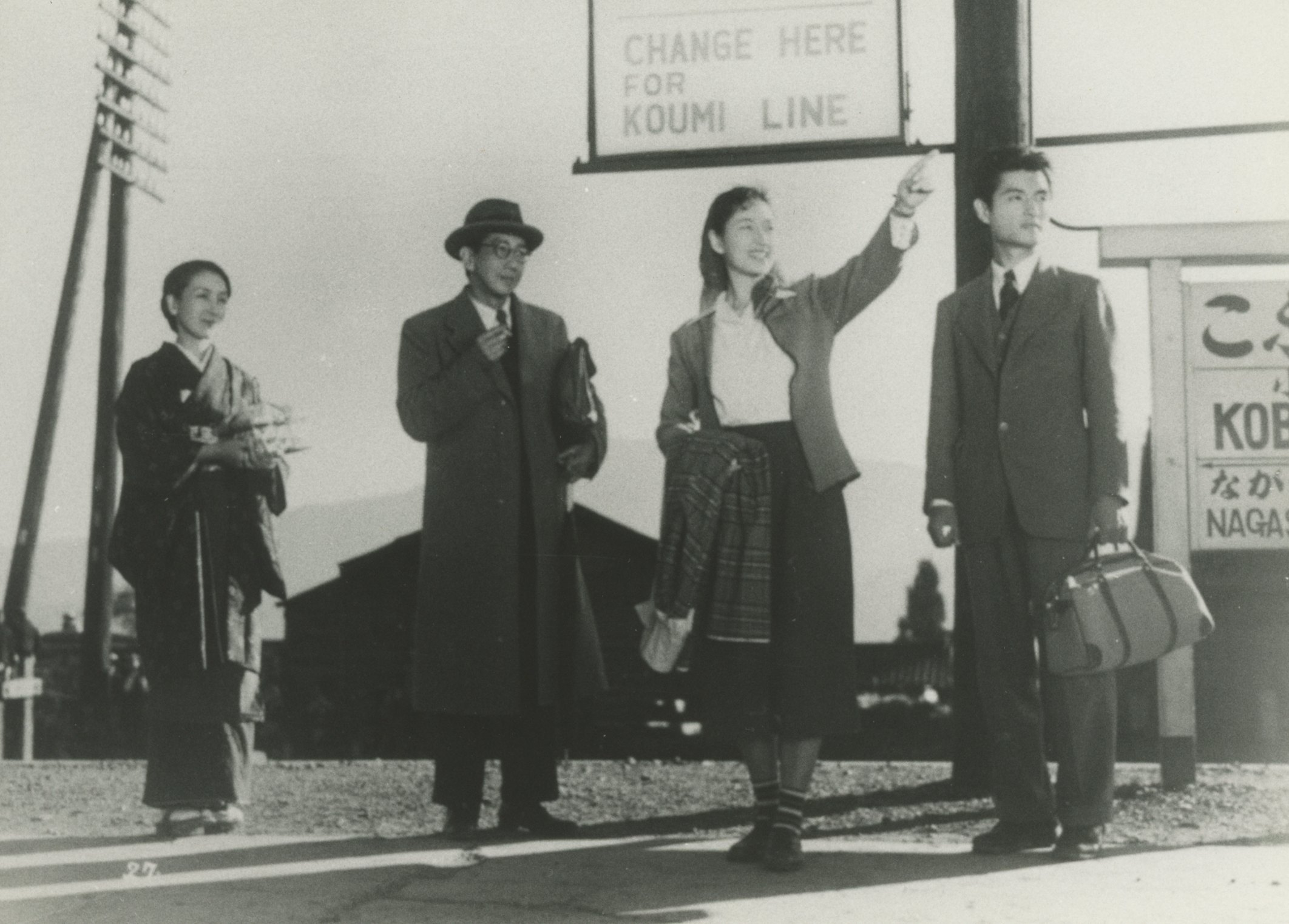
Hiroko Kawasaki, Ken Mitsuda, Kieko Sawamura et Yōichi Numata.

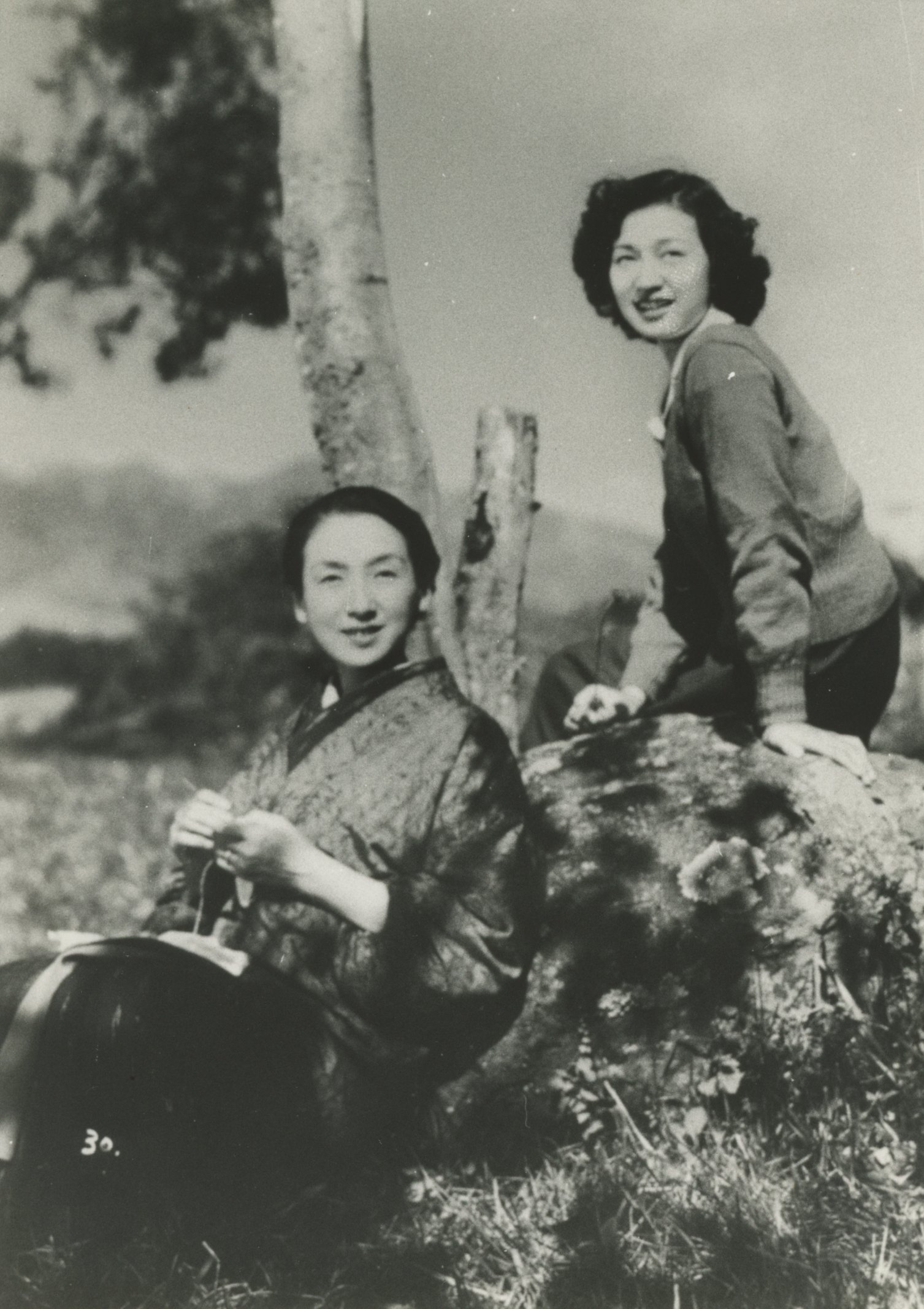
Hiroko Kawasaki et Kieko Sawamura.

- Hiroko Kawasaki : Osen, une servante de l'auberge Yamada
- Ken Mitsuda : le père de Masako
- Taeko Fukuda : Tamae, la belle-mère de Masako
- Zekō Nakamura (ja) : le propriétaire de l'auberge Yamada
- Fumiko Okamura : Otoki, sa femme
- Mayumi Kurata (ja) : Toshie, leur fille
- Sayuri Tanima (ja) : Okiyo, une servante de l'auberge Yamada

## Autour du film
Nuages épars est le premier film produit par la société indépendante Studio Eight Productions créée par Heinosuke Gosho.

## Récompense
Kazuo Kubo (ja) a obtenu le prix Mainichi de la meilleure direction artistique pour Nuages épars et Nous sommes vivants.